# 平田進也
平田 進也（ひらた しんや 1957年5月31日- ）は、株式会社日本旅行西日本営業本部担当部長兼添乗員、同社『おもしろ旅企画 ヒラタ屋』代表。西日本ジェイアールバス貸切営業部長も兼任する。既婚。

## 来歴・人物
奈良県吉野出身。奈良県在住。血液型AB型。奈良県立五條高等学校を経て、京都外国語大学卒業後、1980年に日本旅行入社。6歳上の兄、3歳上の姉、7歳下の弟がいる。
大学在学中は『ラブアタック!』の「みじめアタッカー」として半ば常連出場していた。当時ともに出場していた百田尚樹とは長い親交がある。
1990年に、『合コン!合宿!解放区!』の出演を契機に『おはよう朝日です』『探偵!ナイトスクープ』などの番組に出演した。
2000年代以降は雑誌・新聞・テレビ局の取材も受けたり、各地で講演するようになるなど、キャラクターを生かした話術と変身芸が受けており、「浪花のカリスマ添乗員」の異名を取る（しかし、本人は生まれも育ちも居住地も奈良県である）。この他にもラジオ番組『ゴー傑P』や『こんちわコンちゃんお昼ですょ!』などに不定期で出演したり、また自身がパーソナリティーとなっての番組出演も行っている。
2009年11月1日付で西日本営業本部担当部長に昇進。
2018年には、西日本ジェイアールバスが貸切営業部長として招聘、新ブランド「めぐりしあ」を立ち上げた。

## 業界初のファンクラブ・その他
大手旅行会社では異例のツアーの企画から添乗まで一貫して担当し、「平田進也と行くツアー」は、発売直後に即完売となり話題を呼んだ。また、会社公認で日本大手旅行業界初の現役社員によるファンクラブ「進子ちゃんクラブ」も持っており、2万人の会員がいる。
2009年10月には、同僚である寺田一義と日本旅行の社内でプロジェクトチーム『おもしろ旅企画 ヒラタ屋』を結成。さらに『MBSたびぐみ とっておき旅ラジオ』火曜日に同名のコーナーを持つようになった。2010年9月に東京ビッグサイトで開催された世界旅行博では自身と寺田一義両名の初講演を行った。

## 著書
- 『出る杭も5億稼げば打たれない！ カリスマ添乗員が教える売り上げ5倍戦術』（2003年12月25日、小学館）ISBN 4093874840
- 『7億稼ぐ企画力 旅行業界のカリスマ』（2008年5月19日、小学館）ISBN 978-4-09-387781-7
- 『カリスマ添乗員が教える 人を虜にする極意』（2015年3月1日、KADOKAWA）ISBN 978-4-04-600883-1
- 『日本一のカリスマ添乗員のすべらない京都案内』（2017年3月1日、PHP研究所）ISBN 9784569838076
- 『あの世に持っていけるのは「思い出」だけ』（2024年4月24日、サンマーク出版）ISBN 9784763141354

## 主なメディア出演

### テレビ
- 日経スペシャル ガイアの夜明け 斬新 旅プランで客を呼べ～リピーター生む仕掛け人の技～（2010年4月6日、テレビ東京）[5]。- リピーター続出の名物添乗員を取材

### ラジオ
- ヒラタ屋本舗!おもしろトラベル!!（ラジオ関西）
- こちらヒラタ屋 京都本店（KBS京都ラジオ）
- 平田進也の耳からトラベル（ラジオ大阪）